# Johannes Alfvén
Karl Albin Johannes Alfvén, född 1 april 1979 i Stockholm, är en svensk skådespelare.

## Filmografi
- 2005 – Utväg (kortfilm)
- 2005 – På väg hem (kortfilm)
- 2005 – Resenären
- 2005 – Häktet (TV-serie)
- 2007 – Lögnens pris (TV-serie)
- 2007 – Isprinsessan
- 2008 – Oskyldigt dömd (TV-serie)
- 2008 – Easy to Assemble (TV-serie) (till och med 2011)
- 2009 – Beck – I stormens öga
- 2009 – Napoleon's Charm (kortfilm)
- 2011 – Elevator
- 2011 – While God Is Watching Us (kortfilm)
- 2012 – Studio Sex

## Teater

### Roller (ej komplett)
| År   | Roll                 | Produktion                                              | Regi              | Teater                   |
| ---- | -------------------- | ------------------------------------------------------- | ----------------- | ------------------------ |
| 2003 | Officer Tjänare      | Kung Lear (King Lear) William Shakespeare               | Stefan Larsson    | Dramaten                 |
| 2005 | Varrius              | Lika för lika (Measure for Measure) William Shakespeare | Yannis Houvardas  | Dramaten                 |
| 2007 | Sixten               | Camping Klas Abrahamsson                                | Aslak Moe         | Helsingborgs stadsteater |
| 2008 | Febus de Chateaupers | Ringaren i Notre Dame (Notre-Dame de Paris) Victor Hugo | Fransesca Quartey | Helsingborgs stadsteater |
| 2011 | Slug                 | Resan till Melonia Per Åhlin                            | Sara Cronberg     | Helsingborgs stadsteater |
| 2012 |                      | Nils Holgerssons underbara resa Selma Lagerlöf          | Annika Kofoed     | Helsingborgs stadsteater |

### Fotnoter
1. ↑  ”Johannes Alfvén”. Svensk Filmdatabas. http://www.sfi.se/sv/svensk-filmdatabas/Item/?type=PERSON&itemid=336724&ref=%2ftemplates%2fSwedishFilmSearchResult.aspx%3fid%3d1225%26epslanguage%3dsv%26searchword%3djohannes+alfv%C3%A9n%26type%3dPerson%26match%3dBegin%26page%3d1%26prom%3dFalse. Läst 19 september 2012.
2. ↑  Ingegärd Waaranperä (4 december 2012). ”Knäpptyst publik är bästa betyg”. Dagens Nyheter. https://www.dn.se/arkiv/kultur/knapptyst-publik-ar-basta-betyg/. Läst 28 april 2019.